# Ареа Артиђанале Норд (Мантова)
Ареа Артиђанале Норд је насеље у Италији у округу Мантова, региону Ломбардија.
Према процени из 2011. у насељу је живело 17 становника. Насеље се налази на надморској висини од 38 м.